# Alan Dudajev
Alan Dudajev (Dudajty) (osetsky Дудайты Илиайы фырт Алан) nebo (rusky Алан Дудаев), (* 18. května 1981 v Beslanu, Sovětský svaz) je bývalý ruský zápasník volnostylař osetské národnosti. Volnému stylu se věnoval od 15 let v rodném Beslanu pod vedením Valentina Gozojeva. V letech 2004 a 2005 byl členem užší výběru ruské seniorské reprezentace a v roce 2005 zaznamenal životní úspěch ziskem titulu mistra světa. Od roku 2006 již nezvládal shazovat potřebné kilogramy do pérové váhy a po přestupu do lehké váhy z užšího výběru reprezentace postupně vypadl. V roce 2008 prohrál olympijskou nominaci na olympijské hry v Pekingu s Irbekem Farnijevem. Na olympijských hrách nikdy nestartoval.